# L'Ombre du mal
Pour plus de détails, voir Fiche technique et Distribution.
L'Ombre du mal ou Le corbeau, au Québec, (The Raven) est un film hongro-hispano-américain réalisé par James McTeigue, sorti en 2012.
Il s'agit de l'adaptation de l'existence d'Edgar Allan Poe et de son poème Le Corbeau (1845).

## Synopsis
Au XIXe siècle, à Baltimore, Edgar Allan Poe n'aurait jamais imaginé qu'un de ses « admirateurs » serait assez fou pour recréer les horribles crimes nés de ses délires littéraires ; assez pervers pour l'obliger à devenir son biographe et à narrer par le menu ses sanglants exploits, mis en scène avec une précision diabolique ; assez cruel pour lui enlever la femme de sa vie et l'ensevelir en lui laissant tout juste quelques heures pour la sauver. Il doit collaborer avec le jeune détective baltimorien Emmett Fields afin d'arrêter le coupable.

## Fiche technique
Sauf indication contraire, les informations mentionnées dans cette section peuvent être confirmées par la base de données cinématographiques IMDb,  présente dans la section « Liens externes ».
- Titre original : The Raven
- Titre français : L'Ombre du mal
- Titre québécois : Le corbeau[1]
- Réalisation : James McTeigue
- Scénario : Ben Livingston et Hannah Shakespeare
- Musique : Lucas Vidal
- Direction artistique : Dragan Kaplarevic, Zsuzsa Kismarty-Lechner, Paul Laugier, Tibor Lázár et Frank Walsh
- Décors : Roger Ford
- Costumes : Carlo Poggioli
- Photographie : Danny Ruhlmann
- Son : Eric Lindemann
- Montage : Niven Howie
- Production : Marc D Evans, Trevor Macy et Aaron Ryder
- Sociétés de production : Intrepid Pictures ; Galavis Film, FilmNation Entertainment, Pioneer Pictures et Relativity Media (coproductions)
- Sociétés de distribution : Rogue Pictures (États-Unis) ; Universal Pictures International France (France) et VVS Films[1] (Canada)
- Budget : 26 millions de dollars[réf. nécessaire]
- Pays de production :  États-Unis /  Espagne /  Hongrie
- Langue originale : anglais
- Format : couleur – 2.35 : 1 CinemaScope – 35 mm, Super 35 mm – son Dolby
- Durée : 111 minutes
- Genre : thriller
- Dates de sortie :
  - Irlande, Royaume-Uni : 9 mars 2012 (avant-première mondiale)
  - États-Unis, Québec[1] : 27 avril 2012
  - Hongrie : 17 mai 2012
  - Belgique, France : 20 juin 2012
  - Espagne : 29 juin 2012

## Distribution

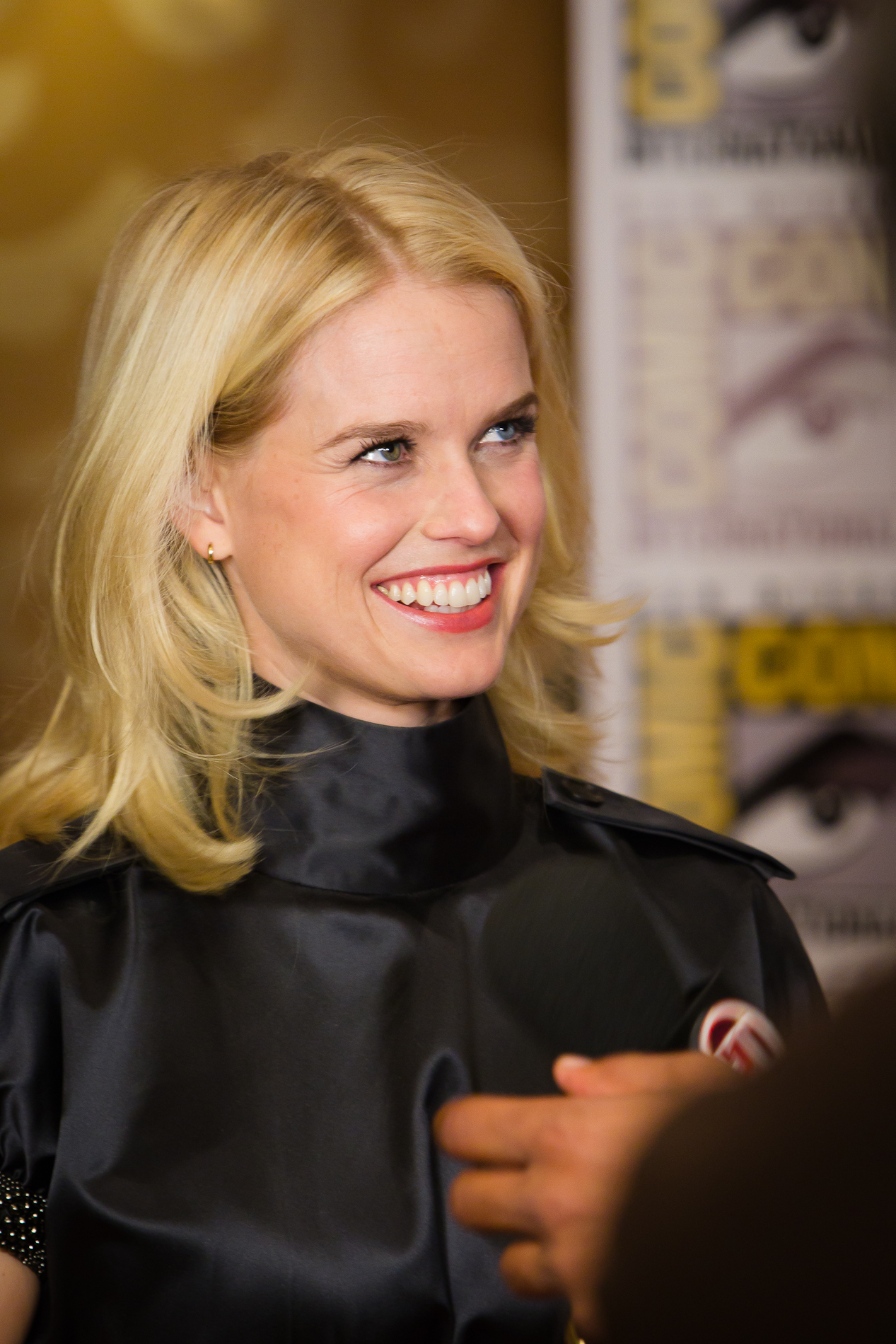
L'actrice Alice Eve pour la promotion du film au San Diego Comic-Con 2011.

- John Cusack (VF : Alexis Victor[2] ; VQ : Pierre Auger [3]) : Edgar Allan Poe
- Alice Eve (VF : Chloé Berthier ; VQ : Catherine Proulx-Lemay) : Emily Hamilton
- Luke Evans (VF : Raphaël Cohen ; VQ : Louis-Philippe Dandenault) : le détective Emmett Fields
- Brendan Gleeson (VF : Patrick Béthune ; VQ : Sylvain Hétu) : Colonel Hamilton
- Oliver Jackson-Cohen (VF Benjamin Penamaria ; VQ : Alexis Lefebvre) : John Cantrell
- Kevin McNally (VF : Jacques Frantz ; VQ : François Sasseville) : Maddux
- Sam Hazeldine (VF Bernard Gabay ; VQ : Paul Sarrasin) : Ivan
- Pam Ferris (VQ : Chantal Baril) : Madame Bradley
- Jimmy Yuill (VF Patrick Raynal ; VQ : Denis Gravereaux) : le colonel Eldridge
- Brendan Coyle (VF : Antoine Tomé) : Reagan
- M. Emmet Walsh : Geselbracht

## Production
Le tournage commence le 4 novembre 2010 en Europe centrale et orientale, précisément à Belgrade, en Serbie, et à Budapest, en Hongrie, jusqu'au 15 janvier 2011.